# Permiso para pensar
Permiso para pensar es una película documental de Argentina en colores dirigida por Eduardo Meilij según su propio guion escrito en colaboración con Alberto Borello y Noemí Duhalde que se estrenó el 30 de marzo de 1989. Está realizada con recopilación de noticieros y de material de propaganda del peronismo.

## Comentarios
H. Alsina Thevener en Página 12 escribió:

«Como realizador debutante (Meilij) hizo mucho...no solo por la búsqueda y la inversión sino por el propósito mismo de utilizar imágenes y palabras irrefutables.»

Adrián Soria en El Cronista Comercial dijo:

«En el '83 La República perdida contribuyó a la campaña proselitista que se vivía entonces. Pero lo hizo dignamente, por objetiva y clara. De Permiso para pensar no se puede decir lo mismo.»

Fernando Ferreira en Heraldo de Buenos Aires opinó:

«Superflua y arbitraria visión del primer peronismo.»

Eduardo Marrazi en La Razón opinó:

«Más allá de su importancia revisionista, el film segurmente no quedará en los anales del documental como ejemplo de arte.»

Manrupe y Portela escriben:

«Recopilación de lo peor de la propaganda peronista del período 1946-55, estrenada antes de las elecciones de 1989, y de indudable valor histórico.»